# تپه هاشم تپه سی
تپه هاشم تپه سی مربوط به دوره اشکانیان است و در شهرستان مشگین‌شهر، بخش مرکزی، دهستان مشگین غربی، روستای عور واقع شده و این اثر در تاریخ ۱۳ آبان ۱۳۸۶ با شمارهٔ ثبت ۱۹۸۴۵ به‌عنوان یکی از آثار ملی ایران به ثبت رسیده است.